# Igor Zotov
Igor Zotov (17 de julio de 1964) es un deportista soviético que compitió en remo. Ganó una medalla de oro en el Campeonato Mundial de Remo de 1985, en la prueba de cuatro con timonel.

## Palmarés internacional
| Campeonato Mundial | Campeonato Mundial | Campeonato Mundial | Campeonato Mundial |
| Año                | Lugar              | Medalla            | Prueba             |
| ------------------ | ------------------ | ------------------ | ------------------ |
| 1985               | Malinas (Bélgica)  | Medalla de oro     | Cuatro con timonel |